# Sphecozone personata
Sphecozone personata är en spindelart som först beskrevs av Simon 1894.  Sphecozone personata ingår i släktet Sphecozone och familjen täckvävarspindlar. Inga underarter finns listade i Catalogue of Life.